# Jana Kandarr
Jana Kandarr (* 21. September 1976 in Halle, DDR) ist eine ehemalige deutsche Tennisspielerin.

## Karriere
Kandarr betrieb als Jugendliche Leichtathletik. Die Linkshänderin, die rechtshändig Tennis spielt, zog nach der Wiedervereinigung mit ihren Eltern (ihre Mutter Petra Kandarr war 1969 DDR-Sportlerin des Jahres) von Halle nach Karlsruhe. Sie wurde zeitweise von Trainer Boris Breskvar betreut. Kandarr trainierte einige Jahre im Landesleistungszentrum Oberhaching, bevor sie 1994 Tennisprofi wurde.
Der größte Erfolg ihrer zehnjährigen Tenniskarriere war ihre Teilnahme an den Olympischen Spielen 2000 in Sydney. Sie war im Tennis die einzige für Deutschland teilnehmende Athletin und erreichte das Achtelfinale, in dem sie der späteren Siegerin Venus Williams unterlag. Aber auch das Ergebnis bei den Australian Open im Jahr 2000, als sie als Qualifikantin das Achtelfinale erreichte, zählt zu ihren erfolgreichen. Zudem stand sie bei den WTA-Turnieren in Palermo (1996) und in Estoril (2001) jeweils im Halbfinale. Ihre höchste Platzierung in der Weltrangliste erreichte Kandarr am 11. Juni 2001, als sie nach einem Sieg über Amélie Mauresmo in der ersten Runde der French Open nach dem Turnier an Position 43 geführt wurde.
Jana Kandarr beendete ihre Profikarriere zunächst Ende 2003; 2005 kam sie noch einmal zurück. So erreichte sie in Wimbledon nach Siegen über Olha Sawtschuk und einem umkämpften Match gegen Kathrin Wörle immerhin die dritte Qualifikationsrunde, in der sie dann Mara Santangelo unterlag. Zuvor überstand sie in Berlin die Auftakthürde. Kandarrs kurzes Comeback endete allerdings bereits nach vier Turnieren beim WTA-Event in Stockholm, wo sie nach zwei Siegen Alla Kudrjawzewa in der dritten Qualifikationsrunde deutlich unterlag.
Ihr Abitur machte Kandarr erst im Jahr 2000, da sie 1996 die Schule für den Tennissport unterbrochen hatte. Im Wintersemester 2002/03 begann sie an der Humboldt-Universität zu Berlin ein Studium der Geowissenschaften und Biologie. Heute arbeitet sie am Deutschen GeoForschungsZentrum (GFZ) in Potsdam.